# Zerbolò
Zerbolò je italská obec v provincii Pavia v oblasti Lombardie.
K 31. prosinci 2011 zde žilo 1 667 obyvatel.

## Sousední obce
Bereguardo, Borgo San Siro, Carbonara al Ticino, Garlasco, Gropello Cairoli, Torre d'Isola, Villanova d'Ardenghi